# Órbita terrestre alta

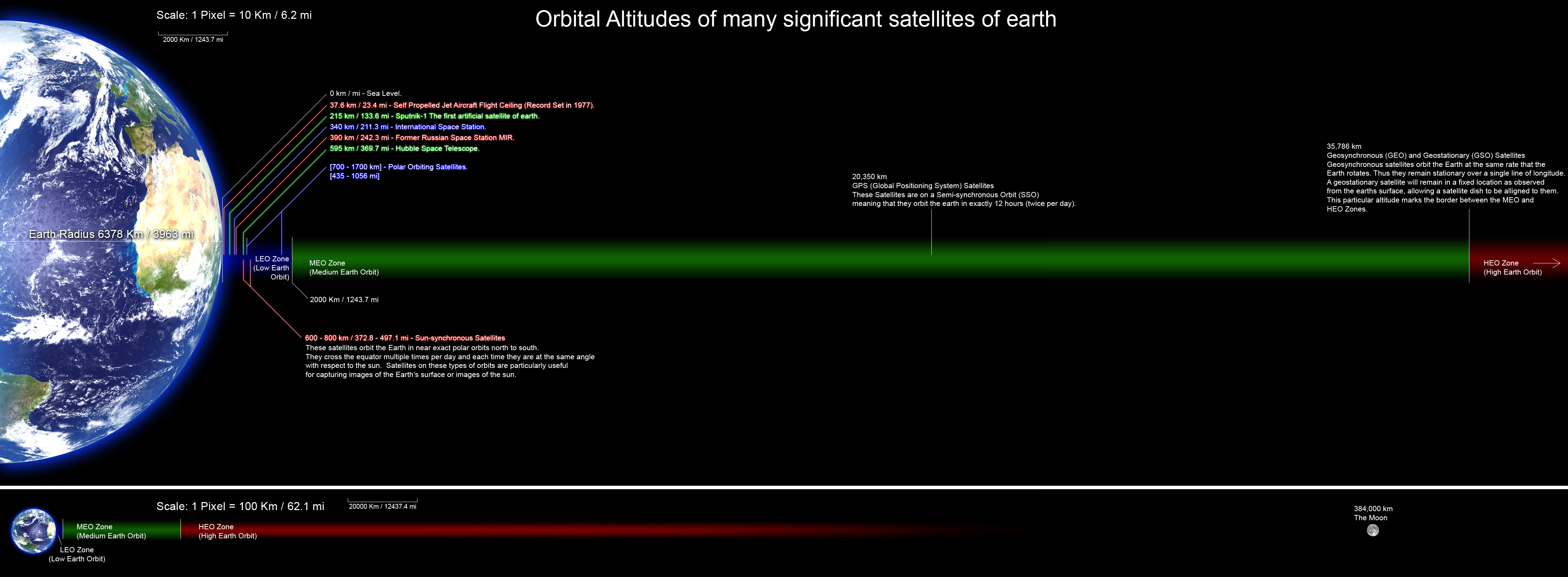
Diagrama a escala de las órbitas terrestres baja, media y alta.

Una órbita terrestre alta (OTA o HEO, por las siglas del inglés High Earth orbit) es una órbita geocéntrica con una altitud totalmente superior a la de una órbita geosincrónica (35.786 kilómetros). Los períodos orbitales de tales órbitas son mayores de veinticuatro horas, por lo tanto los satélites en tales órbitas tienen un movimiento retrógrado aparente, es decir, incluso si están en una órbita prograda (90 °> inclinación> = 0 °), su velocidad orbital es inferior a la velocidad de rotación de la Tierra, haciendo que su trayectoria terrestre se mueva hacia el oeste en la superficie de la Tierra.

## Ejemplos de satélites en órbita terrestre alta
| Nombre  | NSSDC id. | Fecha de lanzamiento | Perigeo    | Apogeo     | Período    | Inclinación |
| ------- | --------- | -------------------- | ---------- | ---------- | ---------- | ----------- |
| Vela 1A | 1963-039A | 1963-10-17           | 101.925 km | 116.528 km | 6.519 min  | 37,8°       |
| IBEX    | 2008-051A | 2008-10-19           | 61.941 km  | 290.906 km | 12.963 min | 16,9°       |